# Lega internazionale contro il razzismo e l'antisemitismo
La LICRA o Lega internazionale contro il razzismo e l'antisemitismo (Ligue internationale contre le racisme et l'antisémitisme in francese) è un'organizzazione non governativa internazionale impegnata nel combattere il razzismo, l'antisemitismo, la xenofobia e l'esclusione sociale in Francia e nel mondo.

## Storia
Nel 1927, il giornalista francese Bernard Lecache creò la "Ligue contre les pogroms", è lanciò una campagna di stampa a supporto di Sholom Schwartzbard che aveva assassinato Simon Petljura il 25 maggio 1926 nel quartiere latino di Parigi. Schwartzbard vedeva Petliura come responsabile dei numerosi pogrom in Ucraina durante la sua presidenza della Repubblica Popolare Ucraina. Dopo l'assoluzione di Schwartzbard, la lega si è evoluto in LICA (Ligue internationale contre l'antisémitisme – o Lega internazionale contro l'antisemitismo). Schwartzbard fu un attivista di spicco in questa organizzazione. Molte personalità influenti si unirono alla lega, come Victor Basch, Léon Blum, Albert Einstein, Edouard Fleg, Maxime Gorki, Marcelle Capy, Paul Langevin, la contessa di Noailles, Georges Pioch, Caroline Rémy de Guebhard detta "Séverine", André Spire.
Nel 1931 la LICA già contava 10.000 iscritti in tutta la Francia. Disponeva di un potere solido durante le dispute tra le leghe nel mese di febbraio 1934. Dopo il 1932, la LICA è evoluta nella LICRA, ma il nome è stato cambiato ufficialmente solo nel 1979, durante la lunga (1968-1992), presidenza di Jean Pierre-Bloch.
Prima della seconda guerra mondiale contava circa 100 000 aderenti.

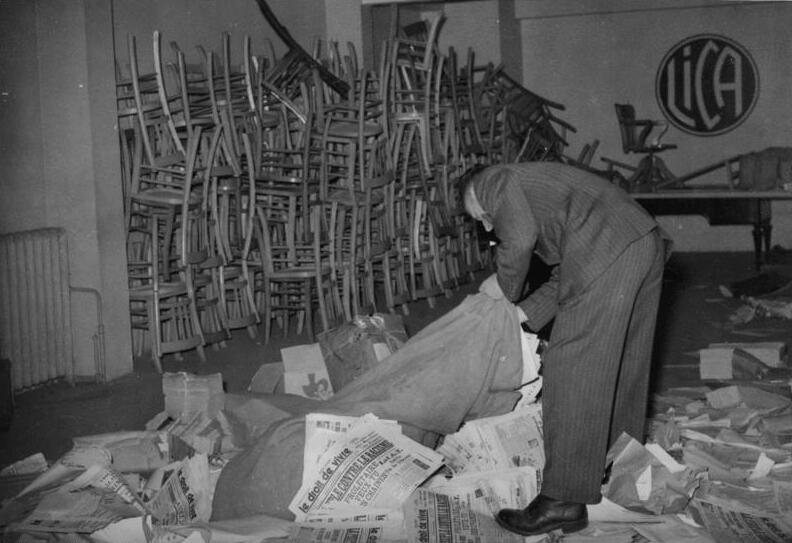
Gli uffici della LICA saccheggiati e occupati dai nazisti nel 1941.

Nel settembre del 1939, iniziata la seconda guerra mondiale, numerosi sottoscrittori LICRA furono mobilitati, e molti erano membri della Resistenza durante la guerra. Durante l'occupazione tedesca della Francia, l'attività della LICRA era vietata dal governo della Francia di Vichy e ha dovuto riorganizzarsi clandestinamente per aiutare le vittime delle misure razziali naziste, in particolare per nasconderle lontano da Parigi, fornendo loro false identità e aiutando la loro fuga in Svizzera, Spagna ed Inghilterra. Tuttavia numerosi sono stati i vecchi membri della LICRA che hanno partecipato al regime di Vichy, nonostante che il fondatore Bernard Lecache abbia voluto occultare questo fatto.
Dopo il 1945 la LICA prende la forma di una associazione di solidarietà nei confronti dei sopravvissuti ai campi di concentramento, e di fedeltà alla memoria delle vittime dell'olocausto. Alcuni aderenti, vicini al Partito Comunista Francese, non accettavano che la LICA denunciasse l'antisemitismo staliniano, si specializzarono nel razzismo anti-maghrebino e uscirono fondando il MRAP, la LICA considerando che la difesa delle altre minoranze costituisse una sorta di supporto della lotta contro l'antisemitismo.
Nel 1972 una legge ha autorizzato la LICRA a supportare le vittime di atti di razzismo durante le loro apparizioni nei tribunali costituendosi parte civile nei processi. La LICRA ha ricevuto l'attenzione notevole dei media durante la causa giudiziaria di LICRA contro Yahoo, in cui essa ha portato accuse contro Yahoo! per la vendita, tramite il suo sito di commercio elettronico, di cimeli nazisti ai consumatori francesi, in violazione delle leggi francesi proposte, approvate e utilizzati da e per LICRA.
La LICRA continua a combattere il neonazismo e il negazionismo dell'Olocausto. 
Questo è stato dimostrato quando ha sostenuto la coppia Klarsfeld, e durante il processo a Klaus Barbie nel 1987.
Negli ultimi anni LICRA ha intensificato le sue azioni internazionali, con l'apertura di sezioni all'estero, in Svizzera, in Belgio, in Lussemburgo, in Germania, in Portogallo, in Quebec e più recentemente in Congo Brazzaville e in Austria.
Dal 1999, con l'arrivo del suo nuovo presidente Patrick Gaubert, LICRA ha esteso la sua area di azione. 
Ora affronta anche temi sociali come la discriminazione sul lavoro, cittadinanza e giovani svantaggiati.
Il 31 gennaio 2010 è stata eletto il nuovo presidente Alain Jakubowicz, per un mandato di 3 anni.

### Libri a favore
- (FR)  Contre le racisme, les combats de la LICRA, di Jean-Pierre Allali e Richard Séréro (2002)
- (FR)  Combattre l'obscurantisme, di Patrick Gaubert, che al tempo era presidente del movimento (2007)
- (FR)  1905-2005 Un siècle de liberté et de respect, LICRA, libro sulla storia della laicità in Francia, con la direzione di Richard Séréro e Philippe Benassaya (2005, non in vendita)

### Libri critici
- (FR)  La France LICRAtisée[1], di Anne Kling (giornalista e politico della mouvance identitaire)[2] (2006).
- (FR)  Un paradoxe français: antiracistes dans la Collaboration, antisémites dans la Résistance di Simon Epstein. Albin Michel. 2008.